# Halecia erosa
Halecia erosa es una especie de escarabajo del género Halecia, familia Buprestidae. Fue descrita científicamente por Kerremans en 1909.